# Dansează cu mine, Henry
Dance with Me, Henry este un film de comedie american din 1956. În rolurile principale joacă actorii Bud Abbott și Lou Costello.

## Distribuție
- Bud Abbott ca Bud Flick
- Lou Costello ca Lou Henry
- Gigi Perreau ca Shelley
- Rusty Hamer ca Duffer
- Mary Wickes ca Miss Mayberry